# Kombinált sönt

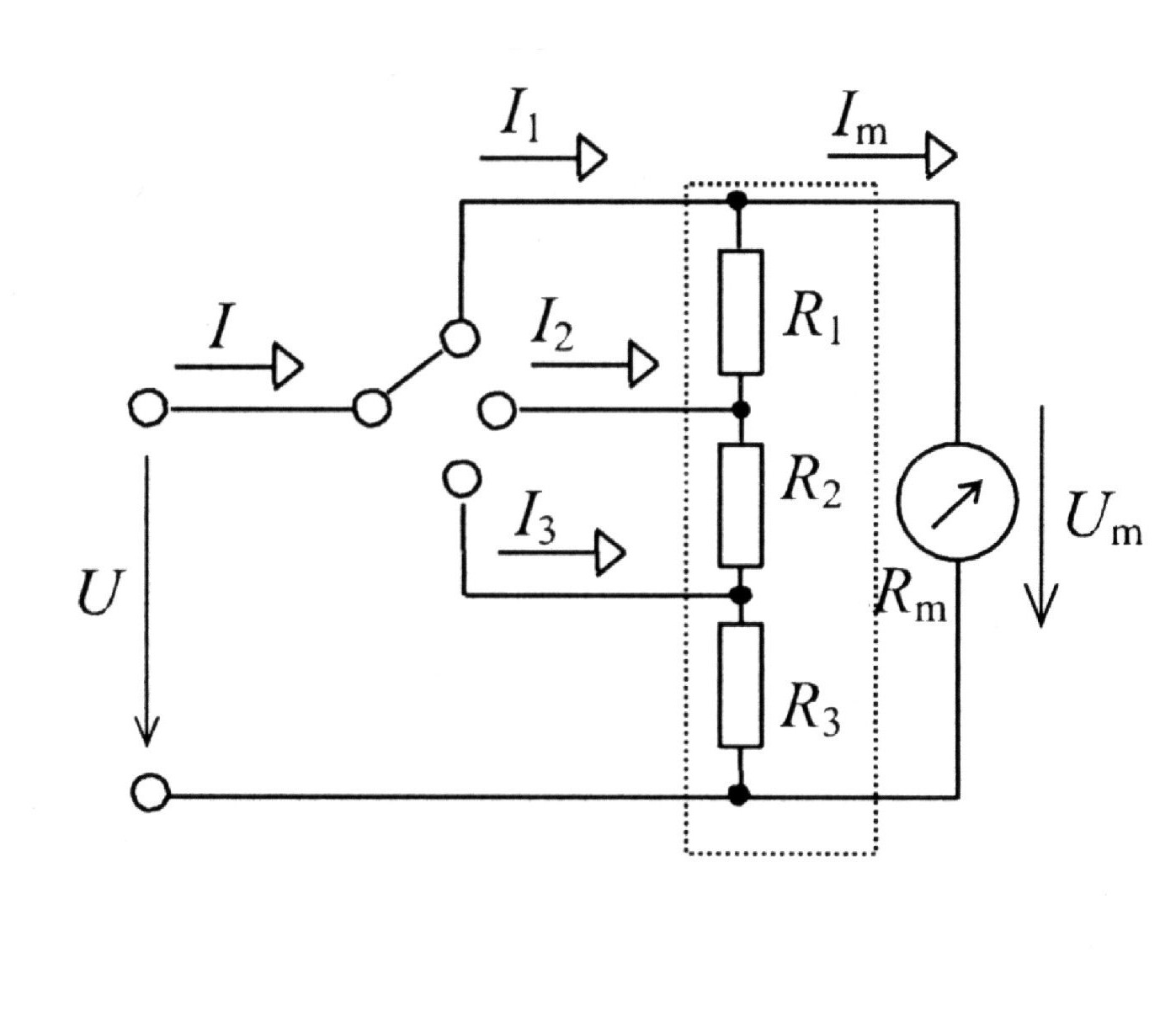
Kombinált sönt

Lengőtekercses műszerekhez az áram méréshatár kiterjesztésére söntellenállást használnak. Több áram méréshatár esetében kombinált söntöt (Ayrton-sönt) használnak.

## Előnye
A kombinált söntnél csak a főáramkőrben van szükség az átkapcsolásra, a műszer csatlakozási helye nem változik. Az átkapcsolás csúszó érintkezőkkel, megszakítás nélkül megoldható. A söntök értékei összeadódnak.

## Számítása
Az ábrán Rm ellenállás magában foglalja a hőkompenzációhoz használt előtét-ellenállást is. A szaggatott vonallal határolt rész maga a kombinált sönt.
Um = (R1+R2+R3)*(I1-Im)
Um+R1*Im = (R2+R3)*(I2-Im)
Um+(R1+R2)*Im = R3*(I3-Im)
Feltétel: I1 > I2 > I3 > Im

## Méretezése
Az R1 méretezése az I1 áramra történik. Az R2 méretezése az I2 áramra történik. Az R3 méretezése az I3 áramra történik.
Az U feszültség a különböző állásokban eltérő értéket mutat.